# The Golden Claw
The Golden Claw er en amerikansk stumfilm fra 1915 af Reginald Barker.

## Medvirkende
- Bessie Barriscale som Lillian Hillary.
- Frank Mills som Bert Werden.
- Wedgwood Nowell som Graham Henderson.
- Truly Shattuck som Lucy Hillary.
- Robert Dunbar som Alec Werden.